# ADN-glycosylase

Exemple de membres de la famille des ADN-glycosylases humaines.

Les ADN-glycosylases sont une famille d'enzymes de la famille des hydrolases qui hydrolysent la liaison N-glycosidique entre le désoxyribose et la base. Elles interviennent entre autres dans un des mécanismes de réparation de l'ADN, la réparation par excision de base, où elles clivent les bases modifiées par différents types de lésions chimiques. Elles ont été découvertes par Tomas Lindahl en 1975 lorsqu'il étudiait le processus particulier de réparation des uraciles dans l'ADN. Il a ainsi mis en évidence la première de ces enzymes à avoir été identifiée : l'uracile-ADN-glycosylase.
Il existe plusieurs ADN glycosylases classées en fonction de leurs substrats et de leur vitesse d’action et elles sont identifiées par la nomenclature EC sous le nombre 3.2.2.

## Mécanisme
Les ADN-glycosylases génèrent un site apurinique/apyrimidinique (site AP) en supprimant la base nucléique tout en laissant la structure sucre-phosphate intacte. Ces sites sont reconnus par l'enzyme AP-endonucléase qui procède à la réparation.

## Exemples
- Ogg1 (levure) ou hOgg1 (humain) retire la 8-oxoguanine (en) après l'exposition à des mutagènes.
- Uracile-ADN-glycosylase (chez les procaryotes et les eucaryotes), supprime l'uracile de l'ADN.

## Intérêt humain

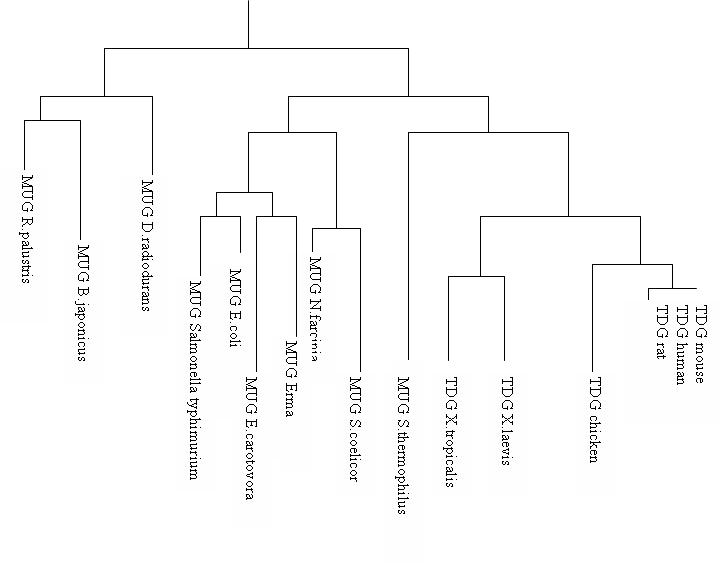
Arbre phylogénétique des glycosylases

L'arbre phylogénétique ci-contre présente les différentes MUG (mismatch specific uracil DNA glycosylases) qui ont évolué avec les espèces en fonction des besoins de celles-ci. Chez les humains, les rats et les souris, on utilise maintenant la TDG. Toutefois une certaine homologie est conservée à travers le temps entre les différentes espèces. Elle serait caractérisée par la conservation du site catalytique de la TDG. Il semble par exemple, que la MUG E.coli possède 37 % d’homologie avec la TDG humaine.